# 日本橋堀留町
日本橋堀留町（にほんばしほりどめちょう）は、東京都中央区の地名で、旧日本橋区に当たる日本橋地域内である。現行行政地名は日本橋堀留町一丁目および日本橋堀留町二丁目。住居表示実施済区域。

## 概要
織物、衣類関係の企業が軒を連ねている商業地である。同じ堀留町内でも1丁目は宝くじの起源とされる富くじで知られている椙森神社の門前町で、2丁目は三光稲荷神社の氏子地域である。
中央区が定める正式な英語ローマ字表記は Nihonbashi-horidomecho である。

## 歴史
東堀留川が堀留町の南端部で止まっていたことが、町名の由来となっている。江戸時代以降、東堀留川、西堀留川など、運河の水運を利用して、諸国物産を扱う船荷問屋が多く集まる街。旧日本橋小舟町の一部を吸収合併し、現在の形になった。
都電の「堀留町」電停が現在の堀留町交差点付近に存在した。都電は人形町通りを走り、小伝馬町・新宿・北千住方面、人形町・水天宮前方面とを結んでいた。1969年10月26日廃止。

## 世帯数と人口
2023年（令和5年）1月1日現在（中央区発表）の世帯数と人口は以下の通りである。
| 丁目               | 世帯数    | 人口    |
| ------------------ | --------- | ------- |
| 日本橋堀留町一丁目 | 864世帯   | 1,242人 |
| 日本橋堀留町二丁目 | 1,058世帯 | 1,715人 |
| 計                 | 1,922世帯 | 2,957人 |

### 人口の変遷
国勢調査による人口の推移。
| 年                 | 人口  |
| ------------------ | ----- |
| 1995年（平成7年）  | 223   |
| 2000年（平成12年） | 431   |
| 2005年（平成17年） | 1,164 |
| 2010年（平成22年） | 1,860 |
| 2015年（平成27年） | 2,209 |
| 2020年（令和2年）  | 2,913 |

### 世帯数の変遷
国勢調査による世帯数の推移。
| 年                 | 世帯数 |
| ------------------ | ------ |
| 1995年（平成7年）  | 102    |
| 2000年（平成12年） | 240    |
| 2005年（平成17年） | 823    |
| 2010年（平成22年） | 1,226  |
| 2015年（平成27年） | 1,450  |
| 2020年（令和2年）  | 1,860  |

## 学区
区立小・中学校に通う場合、学区は以下の通りとなる（2025年4月現在）。
| 丁目               | 番地           | 小学校               | 中学校               | 備考                                                  |
| ------------------ | -------------- | -------------------- | -------------------- | ----------------------------------------------------- |
| 日本橋堀留町一丁目 | 全域           | 中央区立日本橋小学校 | 中央区立日本橋中学校 |                                                       |
| 日本橋堀留町二丁目 | 1〜2番 8～10番 | 中央区立日本橋小学校 | 中央区立日本橋中学校 | 調整区域。以下の学校と選択可能。 ・中央区立久松小学校 |
| 日本橋堀留町二丁目 | その他         | 中央区立日本橋小学校 | 中央区立日本橋中学校 |                                                       |

## 事業所
2021年（令和3年）現在の経済センサス調査による事業所数と従業員数は以下の通りである。
| 丁目               | 事業所数  | 従業員数 |
| ------------------ | --------- | -------- |
| 日本橋堀留町一丁目 | 446事業所 | 8,264人  |
| 日本橋堀留町二丁目 | 215事業所 | 3,863人  |
| 計                 | 661事業所 | 12,127人 |

### 事業者数の変遷
経済センサスによる事業所数の推移。
| 年                 | 事業者数 |
| ------------------ | -------- |
| 2016年（平成28年） | 537      |
| 2021年（令和3年）  | 661      |

### 従業員数の変遷
経済センサスによる従業員数の推移。
| 年                 | 従業員数 |
| ------------------ | -------- |
| 2016年（平成28年） | 12,624   |
| 2021年（令和3年）  | 12,127   |

### 主な企業
- 田源
- 東京商品取引所

## 地域
公園
- 堀留児童公園

機関
- 日本橋税務署

施設
- 日本橋保健センター
- 堀留町区民館

## 観光
社寺
- 椙森神社
- 三光稲荷神社

史跡
- 東堀留川跡

## 交通
バス
- 都営バス秋26 堀留町（秋葉原駅前行）
- 中央区コミュニティバス北循環 日本橋保健センター / 堀留町一丁目

## 画像

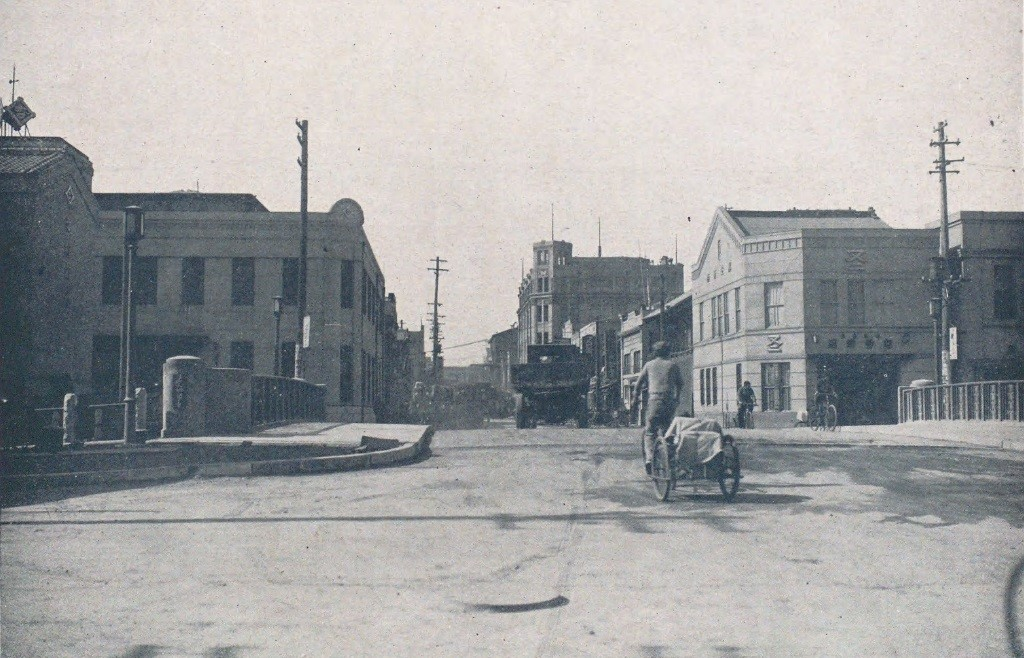
浜町川に架かる問屋橋。現在の日本橋堀留町2丁目付近。

## その他

### 日本郵便
- 郵便番号 : 103-0012[3]（集配局 : にほんばし蔵前郵便局[15]）。

## 管轄等
- 中央警察署 - 同町周辺の管轄に当たる。（所在地：日本橋兜町）
- 日本橋消防署 - 同町周辺の管轄に当たる。（所在地：日本橋兜町）